# Santos de la Hoz

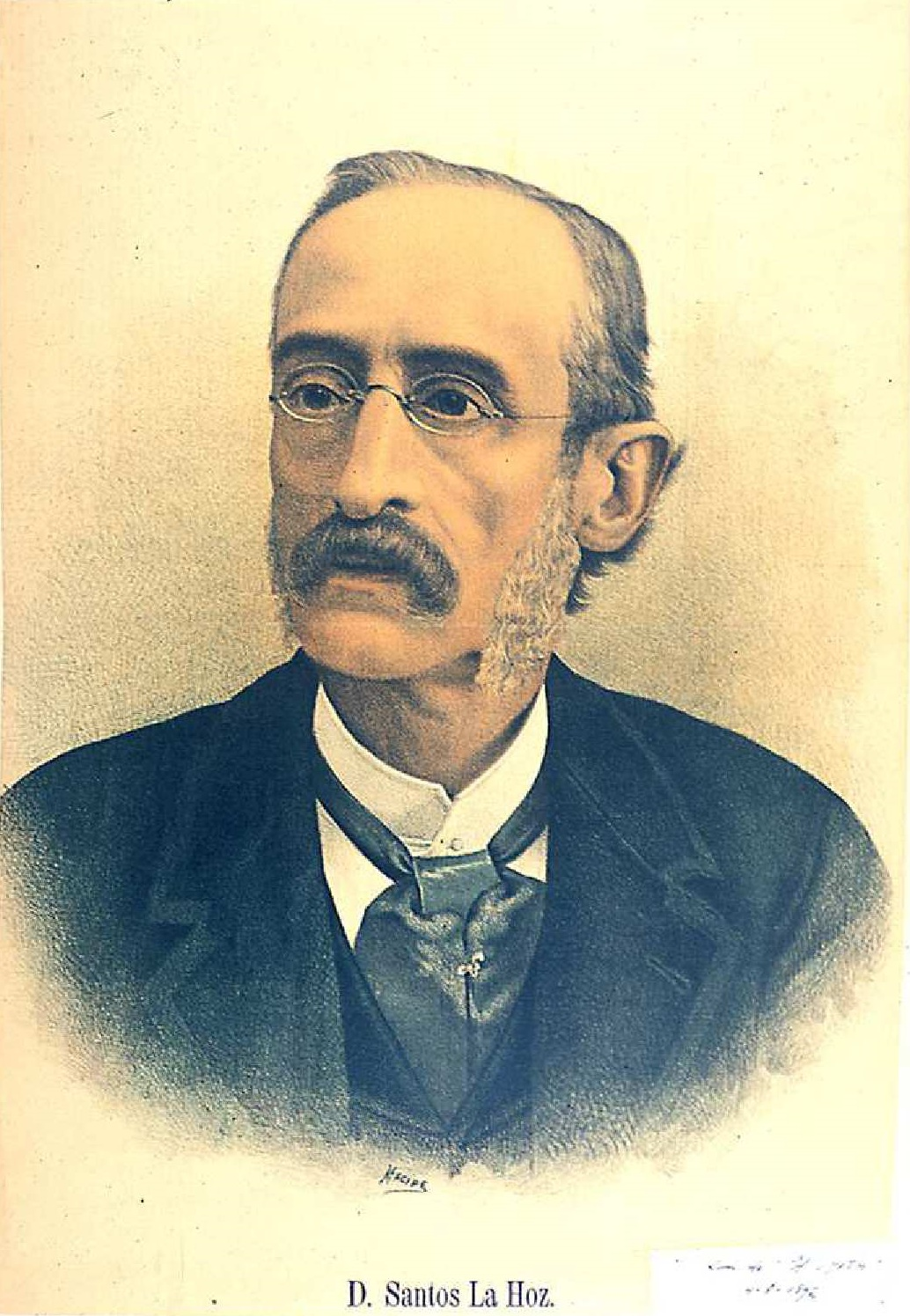
Santos la Hoz, cromolitografía de Antonio Macipe Samper. El Motín. Periódico satírico semanal. 1892. Biblioteca Nacional de España.

Santos de la Hoz y Sánchez (Madrid, 1 de noviembre de 1833-4 de julio de 1894), sacerdote secularizado y político español, fue diputado por la circunscripción de Guadalajara en las elecciones de 1872.
Benito Pérez Galdós escribió de él:

Ya sabéis que don Santos la Hoz era un curita que condenó a garrote vil sus hábitos, metiéndose de lleno en la vida laica y en el torbellino de la política, primero progresista, después republicana. Mezquino de cuerpo, ahilado de rostro, en el cual dejó crecer patillas y un lacio bigote; suelto de nervios y más suelto de palabra, don Santos ponía en la política toda la honrada vehemencia que su alma no pudo encontrar en la vida eclesiástica... Había cambiado de tema, de norte y de ideales; pero su estilo era el mismo, y en los clubs tenía dejo y tonos de predicador; en el café, delante del licor negro y humeante, movía las manos y miraba al vaso como un grave sacerdote que está diciendo misa.
Benito Pérez Galdós, Amadeo I, cap. VI.

Hijo de un miembro de la Milicia Nacional expatriado tras la restauración del absolutismo en 1823, estudió en el colegio de segunda enseñanza de Carabanchel donde tuvo como condiscípulo a Manuel Ruiz Zorrilla. Cursó Teología y Filosofía y Letras en la Universidad Central, obteniendo la licenciatura en 1858, y montó en Madrid su propio colegio de primera y segunda enseñanza, con clases nocturnas y de preparación a las carreras de medicina y farmacia: el colegio de San Ignacio, en el que compartió la dirección con el también presbítero Valentín Morán, capellán del duque de la Torre y a partir de 1887 primer director de El País. En 1870 colaboraba según Hartzenbusch con La Armonía, Revista de intereses religioso-político-sociales dirigida por el presbítero Julián Jiménez y Cordón, defensora del clero católico liberal.
Iniciado políticamente en el Partido Progresista, tras la Revolución de 1868 pasó al Partido Demócrata-Radical y posteriormente al Republicano Progresista siguiendo siempre a Ruiz Zorrilla. Fue elegido diputado por la circunscripción de Guadalajara en las elecciones celebradas el 24 de agosto de 1872, en las que obtuvo 4004 votos de los 4042 emitidos, sobre un censo de 9459 electores.
Tras la abdicación de Amadeo de Saboya votó a favor de la república en el Congreso, en el que causó baja el 22 de marzo de 1873. Presidente del Casino republicano-progresista de Madrid y vicepresidente de la junta directiva del partido, que pasará a presidir en diciembre de 1889, por muerte del marqués de Montemar, defendió siempre las políticas más radicales y los llamamientos a la insurrección de Ruiz Zorrilla, por lo que durante la Restauración sufrió algunos días de prisión incomunicada en cárceles militares y una detención en Santander –donde tenía propiedades– con motivo del pronunciamiento encabezado por el brigadier Manuel Villacampa el 19 de septiembre de 1886.
De su condición clerical y de su abandono del sacerdocio decía el diario El País, en la extensa nota necrológica que le dedicó en su número del 5 de julio de 1894, que «se separó de la Iglesia en aquellos años del siglo en que el fanatismo clerical había hecho incompatible la idea liberal con la religión», pero no por ello había dejado de ser cristiano «de la verdadera Iglesia de Cristo, de aquella Iglesia de las catacumbas que predicaba el amor, la verdad, la caridad y la fe, con la humildad por vestidura, con tosca piedra por altar, con un crucificado sangriento por Dios».